# Wikimania

Wikimania logo

Wikimania is een jaarlijkse conferentie voor gebruikers van de wikiprojecten die zijn opgezet door de Wikimedia Foundation. De eerste conferentie werd in 2005 gehouden in Frankfurt (Duitsland). De onderwerpen van de presentaties en discussies betreffen de projecten van de Wikimedia Foundation, andere wiki's, open source software, en vrije inhoud.

## Overzicht van Wikimaniaconferenties
| Conferentie    | Datum               | Locatie                           | Continent                | Bezoekers |
| -------------- | ------------------- | --------------------------------- | ------------------------ | --------- |
| Wikimania 2005 | 4–8 augustus 2005   | Frankfurt, Duitsland              | Europa                   | 380       |
| Wikimania 2006 | 4–6 augustus 2006   | Cambridge, Verenigde Staten       | Noord-Amerika            | 400       |
| Wikimania 2007 | 3–5 augustus 2007   | Taipei, Taiwan                    | Azië                     | 440       |
| Wikimania 2008 | 17–19 juli 2008     | Alexandrië, Egypte                | Afrika                   | 625       |
| Wikimania 2009 | 26–28 augustus 2009 | Buenos Aires, Argentinië          | Zuid-Amerika             | 559       |
| Wikimania 2010 | 9–11 juli 2010      | Gdańsk, Polen                     | Europa                   | 500       |
| Wikimania 2011 | 4–7 augustus 2011   | Haifa, Israël                     | Azië                     | 560       |
| Wikimania 2012 | 12–15 juli 2012     | Washington D.C., Verenigde Staten | Noord-Amerika            |           |
| Wikimania 2013 | 7–11 augustus 2013  | Hongkong, China                   | Azië                     |           |
| Wikimania 2014 | 6–10 augustus 2014  | Londen, Verenigd Koninkrijk       | Europa                   |           |
| Wikimania 2015 | 15–19 juli 2015     | Mexico-Stad, Mexico               | Noord-Amerika            |           |
| Wikimania 2016 | 22–26 juni 2016     | Esino Lario, Italië               | Europa                   |           |
| Wikimania 2017 | 9–13 augustus 2017  | Montreal, Canada                  | Noord-Amerika            |           |
| Wikimania 2018 | 18-22 juli 2018     | Kaapstad, Zuid-Afrika             | Afrika                   |           |
| Wikimania 2019 | 14-18 augustus 2019 | Stockholm, Zweden                 | Europa                   |           |
| Wikimania 2021 | 13-17 augustus 2021 | Online                            | Gehele wereld            |           |
| Wikimania 2022 | 11-14 augustus 2022 | Online                            | Gehele wereld            |           |
| Wikimania 2023 | 15-20 augustus 2023 | Singapore                         | Azië, en online opties   |           |
| Wikimania 2024 | 6-10 augustus 2024  | Katowice, Polen                   | Europa, en online opties |           |
| Wikimania 2025 | 6-9 augustus 2025   | Nairobi, Kenia                    | Afrika, en online opties |           |

## Wikimania 2005

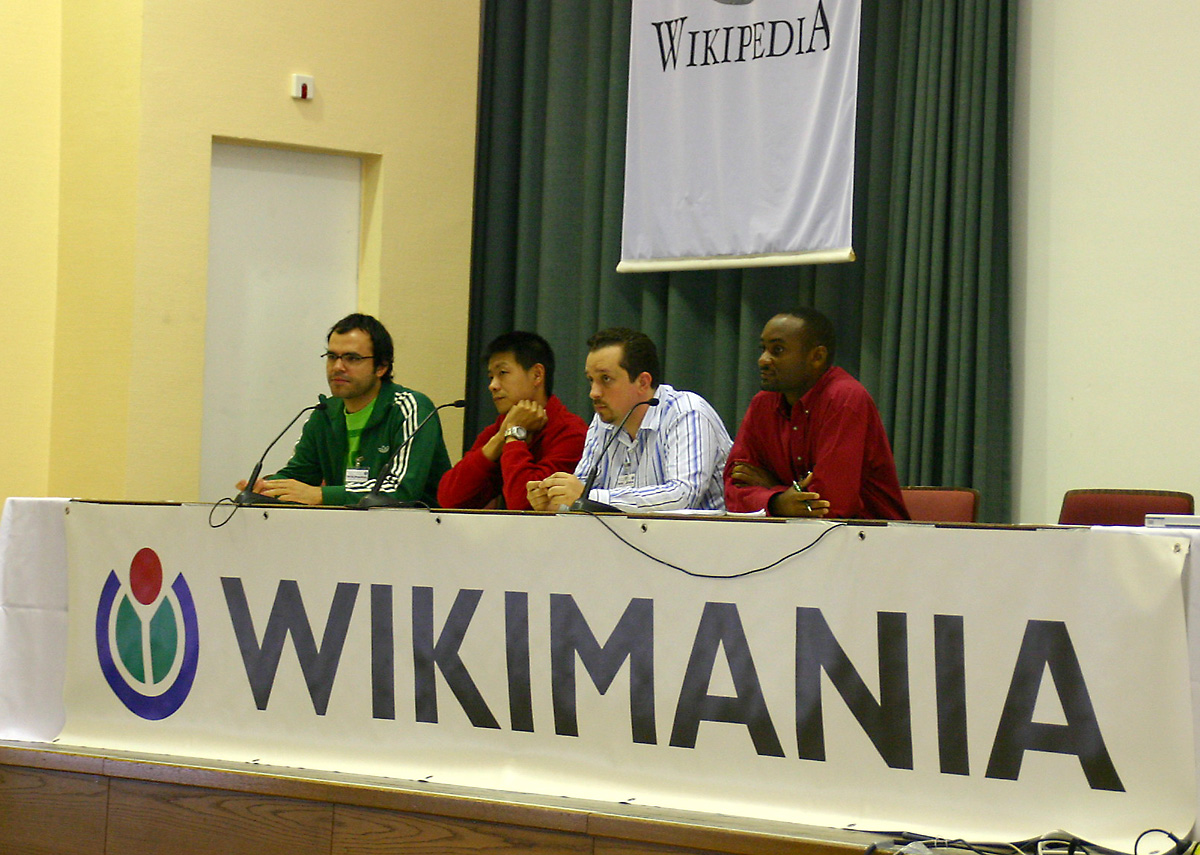
Global Voices Panel op de conferentie van 2005; op de foto staan Hossein Derakhshan, Ting Chen, Isam Bayazidi, en Milton Ainehuranga

De eerste Wikimania-conferentie werd gehouden in het Haus der Jugend te Frankfurt in Duitsland, van 4 tot 8 augustus 2005. De week van de conferentie bevatte ook vier "Hacking Days", van 1 tot 4 augustus, toen ongeveer 25 ontwikkelaars samenkwamen om te werken aan de code en het bespreken van de technische aspecten van MediaWiki en de lopende Wikimedia-projecten. De hoofddagen van de conferentie waren van vrijdag 5 tot en met zondag 7 augustus, terwijl de conferentie officieel van 4 tot en met 8 augustus duurde. Gedurende deze drie dagen werden er de gehele dag presentaties gehouden.
Belangrijke sprekers waren onder andere Jimmy Wales, Ross Mayfield, Ward Cunningham en Richard Stallman (wie sprak over "Copyright and community in the age of computer networks"). De meerderheid van de sessies en conversaties waren in het Engels, maar er waren er ook enkele in het Duits.
Sponsors van de conferentie waren Answers.com, SocialText, Sun Microsystems, DocCheck, en Logos Group.

## Wikimania 2006

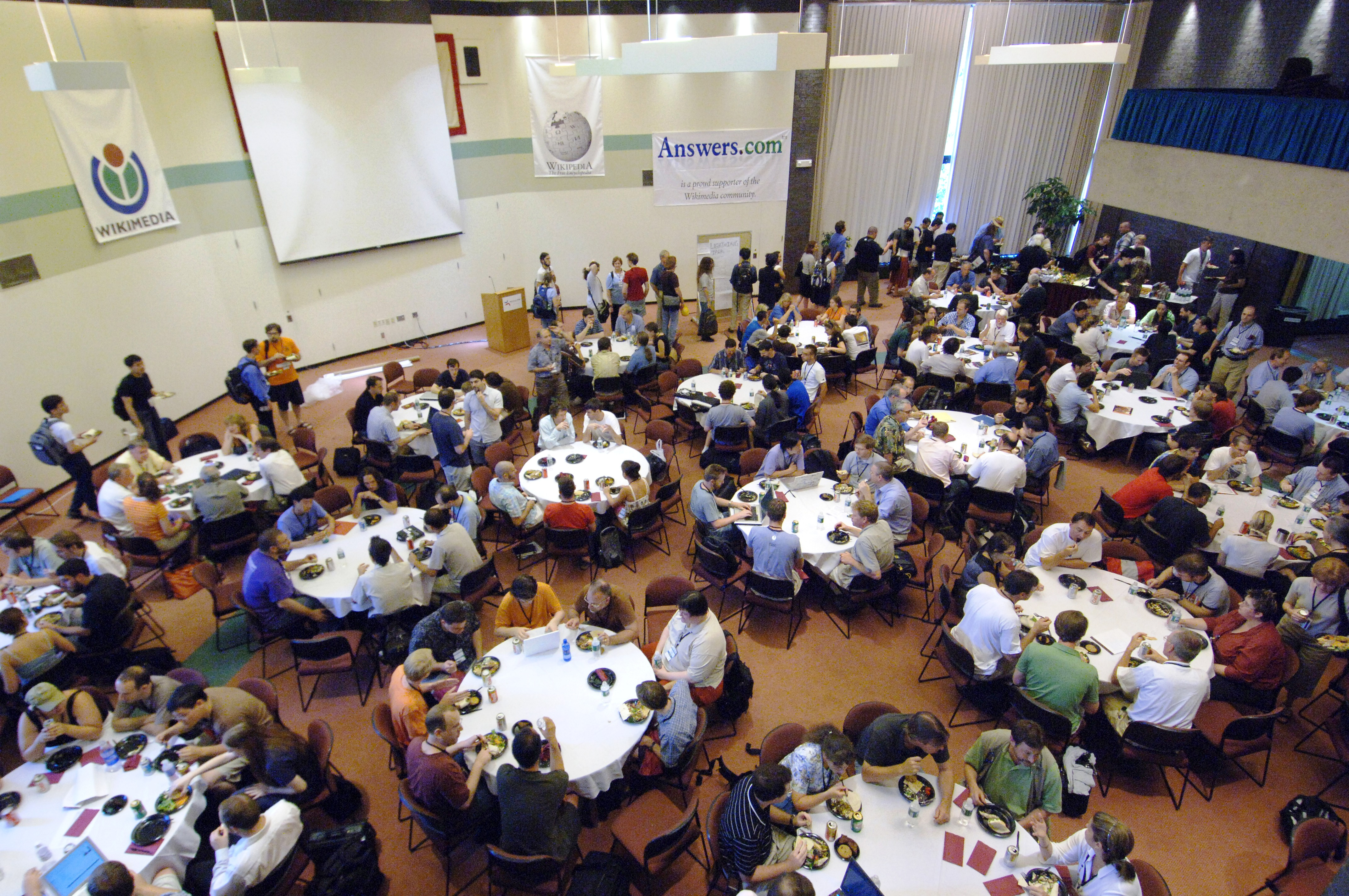
Lunch van de genodigden

Wikimania 2006 vond plaats van 6 tot 8 augustus 2006 te Harvard Law Schools Berkman Center for Internet & Society in Cambridge in de Verenigde Staten. Er waren ongeveer 400 tot 500 aanwezigen.
Sprekers op de conferentie waren onder andere Jimmy Wales, Lawrence Lessig, Brewster Kahle, Yochai Benkler, Mitch Kapor, Ward Cunningham, en David Weinberger. Dan Gillmor hield een conferentie over journalistiek door burgers de dag erna.
De toespraak van Jimmy Wales werd door de Associated Press gepubliceerd, en wereldwijd in tal van kranten afgedrukt. Hij vertelde de levensloop van hoe de stichting geëvolueerd had van "sitting in his pajamas" tot aan de volwassen gerakende ondernemingsstructuur die het nu is; de frequente duw naar kwaliteit boven kwantiteit; dat Wikipedia zal worden opgenomen op computers via One Laptop per Adult; dat zowel Wikiversity en de oprichting van een adviescommissie waren goedgekeurd door het bestuur van de Wikimedia Foundation; en dat Wiki-WYG in ontwikkeling is dankzij particuliere investeringen door Wikia en Socialtext.
Answers.com was de Wikimania 2006 Patron-sponsor, terwijl Amazon.com, het Berkman Center for Internet & Society aan de Harvard Law School, Nokia, WikiHow de Benefactors-sponsors waren, Wetpaint, Ask.com, Yahoo!, en Socialtext waren Friends-sponsors en IBM, FAQ Farm, Elevation Partners, One Laptop per Child, en de Sunlight Foundation waren Supporter-sponsors van de conferentie.
De vier andere teams van ingezonden gaststeden waren die voor Londen, Milaan, Boston en Toronto, waarbij alleen Toronto en Boston naar de tweede ronde gingen van mogelijke kandidaten. Toronto zou de conferentie gehouden hebben in de Bahen Centre van de Universiteit van Toronto.

## Wikimania 2007

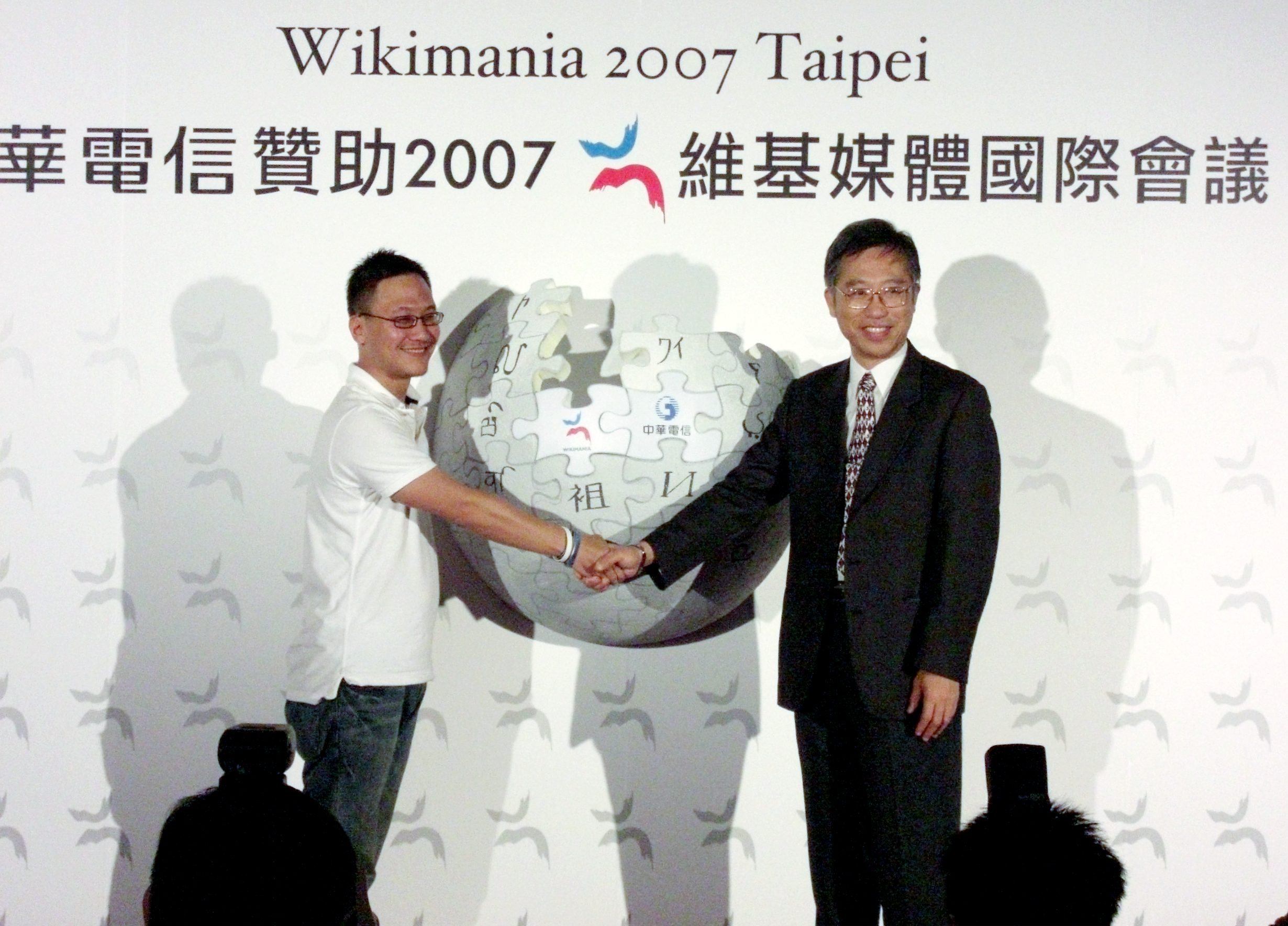
Persconferentie voor de sponsoring van Wikimania 2007 in Taipei door Chunghwa Telecom

Zoals op 25 september 2006 was aangekondigd werd Wikimania 2007 gehouden in Taipei, Taiwan van 3 augustus tot 5 augustus 2007. Het was de eerste conferentie die een vrijwillige trainingscursus hield.
Drie andere teams deden een inzending voor de steden Londen, Alexandrië en Turijn. Officiële inzendingen uit Hongkong, Singapore, Istanboel, en Orlando vielen af en kwamen niet door naar de tweede ronde. Inzendingen voor Genève, Chicago en Las Vegas werden nooit officieel.
Op 3 augustus 2007 schreef New York Times-verslaggever Noam Cohen: "De conferentie trok ongeveer 440 deelnemers, iets meer dan de helft uit Taiwan zelf, die zich gedurende drie dagen willen verdiepen in de ideeën en problemen die komen bij het maken van een geheel door vrijwilligers geschreven encyclopedie. De workshops omvatten praktische onderwerpen zoals hoe vreedzaam samen te werken, wat belangrijk is om de 'deskundigheid' in een project waar iedereen wordt toegestaan om bij te dragen, inclusief anonieme gebruikers."

## Wikimania 2008

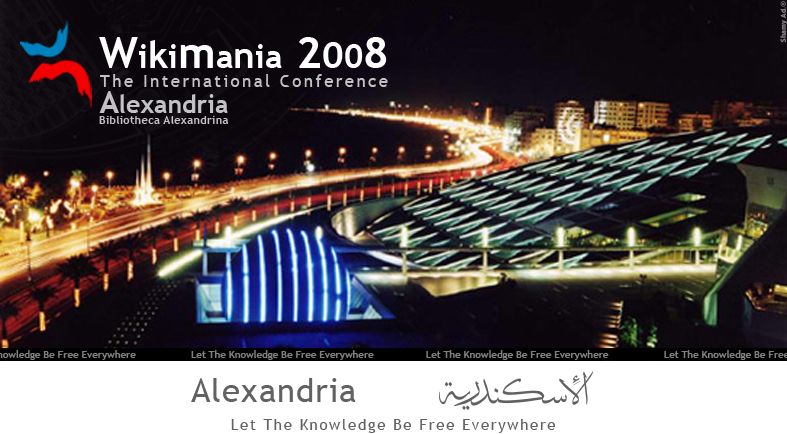
Wikimania Alexandria 2008

Wikimania 2008 werd gehouden in Alexandrië, Egypte van 17 juli tot 19 juli 2008. De locatie was de Bibliotheca Alexandrina. De drie steden die tot aan het einde kans maakten om gastgever te worden, waren naast Alexandrië Atlanta en Kaapstad. Karlsruhe, Londen en Toronto zonden een officiële inzending in maar trokken zich later terug. Er was enige controverse over de conferentie, vanwege de vermeende censuur en opsluiting van bloggers in Egypte.

## Wikimania 2009
Wikimania 2009 werd gehouden in Buenos Aires, Argentinië. In de tweede ronde ging het tussen Buenos Aires en Toronto. Brisbane (Australië) en Karlsruhe (Duitsland) zonden een officiële inzending in, maar trokken zich later terug.

## Wikimania 2010
Wikimania 2010 werd van 9-11 juli gehouden in Gdańsk in Polen.

## Wikimania 2011
Wikimania 2011 vond plaats van 4-7 augustus in Haifa, Israël.

## Wikimania 2012
Wikimania 2012 vond plaats van 12-15 juli in Washington D.C., Verenigde Staten, op de George Washington-universiteit. Er waren minstens 1400 aanwezigen, meer dan het dubbele van de meeste vorige edities.

## Wikimania 2013
Wikimania 2013 vond plaats van 7-11 augustus in Hongkong op de Polytechnische Universiteit Hongkong.

## Wikimania 2014
Wikimania 2014 vond plaats van 6-10 augustus in Londen in het Barbican Centre, inclusief een tweedaagse hackathon waarmee het evenement begon.

## Wikimania 2015
Wikimania 2015 vond plaats van 15–19 juli in Mexico-Stad.

## Wikimania 2016
Wikimania 2016 vond plaats van 22–26 juni in Esino Lario, Italië.

## Wikimania 2017
Wikimania 2017 vond plaats in Montreal, Canada

## Wikimania 2018
Wikimania 2018 vond plaats van 18-22 juli in Kaapstad, Zuid-Afrika

## Wikimania 2019
Wikimania 2019 vond plaats van 14-18 augustus in Stockholm, Zweden

## Wikimania 2020
Vanwege de Coronapandemie kon Wikimania 2020 niet plaatsvinden in Bangkok, Thailand